# Urbana, Maryland
Urbana är en så kallad census-designated place i Frederick County i Maryland. Vid 2010 års folkräkning hade Urbana 9 175 invånare.